# ASL Airlines France
ASL Airlines France, anteriormente Europe Airpost, é uma companhia aérea francesa com sede no Bâtiment Le Séquoia em Tremblay-en-France. Opera voos de correio e carga para o serviço postal e despacho de jornais durante a noite e serviços regulares e fretados para outras companhias aéreas e operadoras de turismo durante o dia. Sua base principal é o Aeroporto de Paris-Charles de Gaulle.

## História
A história da companhia aérea podem ser rastreadas até a "Companie générale aéropostale" em 1927, que foi pioneira na entrega de correspondência entre a Europa, África e América do Sul com pilotos famosos como Jean Mermoz e Antoine de Saint-Exupéry. Essa empresa foi dissolvida em 1932 e fundida com outras para formar a Air France. A empresa foi subsidiária da Air France de 1947 a 1991, operando como Société d'Exploitation Aéropostale (SEA). Adquiriu o nome de Europe Airpost em 2000, quando começou a prestar serviços por conta própria para o serviço postal nacional francês (La Poste). Em 14 de março de 2008, ASL Aviation Ireland adquiriu oficialmente a companhia aérea. A aeronave manteve a antiga libré e indicativo de chamada. A empresa tinha 400 funcionários em março de 2007.
Em 4 de junho de 2015, o ASL Aviation Group, empresa-mãe do Europe Airpost, anunciou que o Europe Airpost seria rebatizado como ASL Airlines France.

## Frota

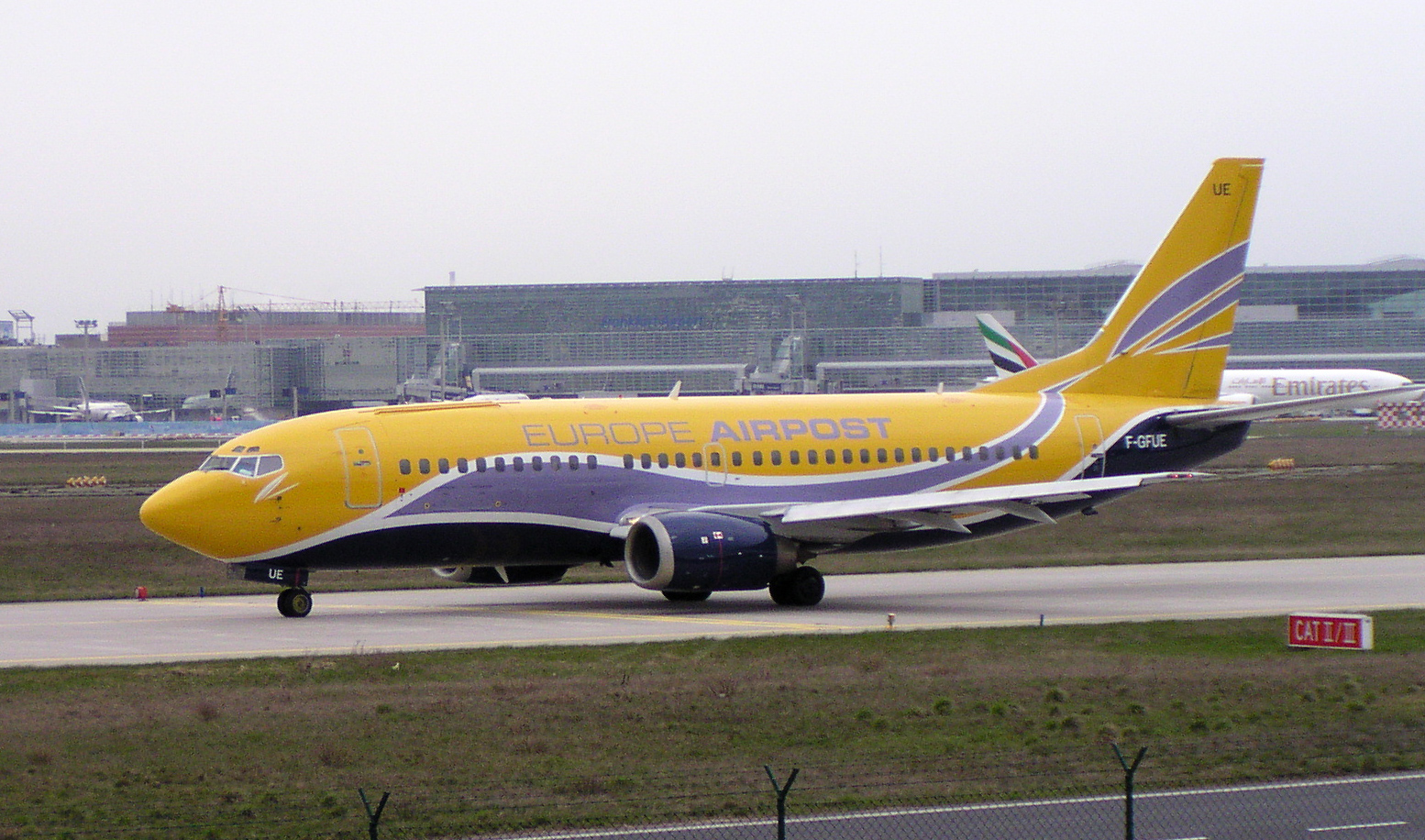
Boeing 737-300 da ASL Airlines France

A frota da ASL Airlines France consiste nas seguintes aeronaves (Agosto de 2019):
| Aeronaves        | Em Serviço | Ordens | Passageiros | Notas |
| ---------------- | ---------- | ------ | ----------- | ----- |
| Boeing 737-300QC | 3          | –      | 147         |       |
| Boeing 737-700   | 6          | –      | 148         |       |
| Boeing 737-800   | 2          | –      | TBA         |       |
| Boeing 737-300F  | 2          | –      | Cargueiro   |       |
| Boeing 737-400F  | 6          | –      | Cargueiro   |       |
| Total            | 19         | 0      |             |       |